# لئون آرتولا
لئون آرتولا (اسپانیایی: León Artola‎؛ ۱۸۹۳ – ۱۹۳۷) یک فیلم‌نامه‌نویس و کارگردان فیلم اهل اسپانیا بود.
از فیلم‌ها یا مجموعه‌های تلویزیونی که وی در آن‌ها نقش داشته است، می‌توان به «هنگامی که قریه در خواب است» (۱۹۲۶) اشاره نمود.